# 1277
| [ Edytuj tabelę ]                          |                                                             |
| Książę Małopolski                          | - 1243 Bolesław V Wstydliwy 1279                            |
| Książę Wielkopolski                        | - 1239 Bolesław Pobożny 1279 - 1273 Przemysł II 1296        |
| Król Albanii                               | - 1272 Karol I 1285                                         |
| Król Angkoru                               | - 1244 Dżajawarman VIII 1295                                |
| Król Anglii                                | - 1272 Edward I 1307                                        |
| Król Aragonii i Walencji, hrabia Barcelony | - 1276 Piotr III Wielki 1285                                |
| Margrabia Brandenburgii                    | - 1267 Konrad 1304 - 1267 Jan II 1281 - 1267 Otto IV 1308   |
| Książę Burgundii                           | - 1272 Robert II 1306                                       |
| Książę Dolnej Bawarii                      | - 1253 Henryk XIII 1290                                     |
| Książę Górnej Bawarii                      | - 1253 Ludwik II 1294                                       |
| Cesarz Bizancjum                           | - 1261 Michał VIII Paleolog 1282                            |
| Car Bułgarii                               | - 1257 Konstantyn Asen Tich 1277 - 1277 Iwajło 1279         |
| Cesarz Chin                                | - 1276 Song Duanzong 1278                                   |
| Król Cypru                                 | - 1267 Hugo III 1284                                        |
| Król Czech                                 | - 1253 Przemysł Ottokar II 1278                             |
| Król Danii                                 | - 1259 Eryk Glipping 1286                                   |
| Władca Egiptu                              | - 1260 Bajbars 1277 - 1277 Baraka Chan 1279                 |
| Cesarz Etiopii                             | - 1270 Jykuno Amlak 1285                                    |
| Król Francji                               | - 1270 Filip III Śmiały 1285                                |
| Król Gruzji                                | - 1271 Dymitr II Ofiarny 1289                               |
| Hrabia Holandii                            | - 1256 Floris V 1296                                        |
| Cesarz Japonii                             | - 1274 Go-Uda 1287                                          |
| Kalif                                      | - 1262 Al-Hakim bi-Amr Allah 1302                           |
| Król Kastylii i Leónu                      | - 1252 Alfons X Mądry 1284                                  |
| Patriarcha Konstantynopola                 | - 1275 Jan XI Bekkos 1289                                   |
| Władca Korei                               | - 1274 Ch’ungnyŏl 1308                                      |
| Wielki książę litewski                     | - 1269 Trojden 1282                                         |
| Sułtan Maroka                              | - 1259 Abu Jusuf Jakub 1286                                 |
| Król Nawarry                               | - 1274 Joanna I z Nawarry 1284                              |
| Król Norwegii                              | - 1263 Magnus VI Prawodawca 1280                            |
| Hrabia Palatynatu                          | - 1253 Ludwik II Bawarski 1294                              |
| Papież                                     | - 1276 Jan XXI 1277 - 1277 Mikołaj III 1280                 |
| Król Portugalii                            | - 1248 Alfons III 1279                                      |
| Sułtan Rumu                                | - 1265 Kaj Chusrau III 1282                                 |
| Książę Rusi halickiej                      | - 1270 Lew I 1300                                           |
| Cesarz Rzymski (niemiecki)                 | - 1257 Alfons z Kastylii 1284 - 1273 Rudolf I Habsburg 1291 |
| Książę Saksonii                            | - 1260 Albrecht II 1298                                     |
| Król Serbii                                | - 1276 Stefan Dragutin 1282                                 |
| Król Singasari                             | - 1268 Kertanagara 1292                                     |
| Król Szkocji                               | - 1249 Aleksander III 1286                                  |
| Król Szwecji                               | - 1275 Magnus I Birgersson Ladulås 1290                     |
| Doża Wenecji                               | - 1275 Jacopo Contarini 1280                                |
| Król Węgier                                | - 1272 Władysław IV Kumańczyk 1290                          |
| Wielki mistrz zakonu krzyżackiego          | - 1273 Hartmann von Heldrungen 1282                         |

Rok 1277 / MCCLXXVII
stulecia: XII wiek ~
XIII wiek ~
XIV wiek

lata: 1267 «
1272 «
1273 «
1274 «
1275 «
1276 «
1277
» 1278
» 1279
» 1280
» 1281
» 1282
» 1287

## Wydarzenia w Polsce
- 24 kwietnia – zwycięstwo połączonych sił jaworsko-legnickich nad rycerstwem wrocławskim w bitwie pod Stolcem.
- 6 maja – Trzebiatów uzyskał prawa miejskie.
- miał miejsce najazd litewski na Łęczyckie i Kujawy[1].
- Książę legnicki Bolesław Rogatka napadł i uwięził Henryka IV Prawego, zmuszając go do wydania spadku po arcybiskupie salzburskim Władysławie, stryju Henryka IV i bracie Bolesława Rogatki. Henryk IV Probus odzyskał wolność dopiero wtedy, kiedy wdał się w sprawę jego starszy przyjaciel i protektor, król Czech Przemysł Ottokar II.
- Grudziądz po raz pierwszy został nazwany w dokumentach miastem, chociaż prawo lokacyjne uzyskał w 1291.
- Kęty otrzymały prawa miejskie.

## Wydarzenia na świecie
- 18 stycznia – papież Jan XXI wydał bullę Relatio nimis implacida.
- 7 marca – biskup Paryża Étienne Tempier potępił 219 tez awerroizmu.
- 15 kwietnia – zwycięstwo Mameluków nad Ilchanidami w bitwie pod Abulustajn.
- 25 listopada – Giovanni Gaetano Orsini został wybrany na Stolicę Piotrową i przyjął imię Mikołaja III.

## Zmarli
- 20 maja – Jan XXI, 187. papież Kościoła katolickiego (ur. pomiędzy 1210 a 1220)
- 30 czerwca – Bajbars, sułtan z dynastii Mameluków (ur. ok. 1223)
- 14 lipca – Humbert z Romans, francuski dominikanin, generał zakonu (ur. ok. 1194)